# Tanita Tikaram
Tanita Tikaram (engl. Tanita Tikaram; Minster, 12. avgust 1969) engleska je pevačica i kantautorka. Najpoznatija je po hitu „Twist in my sobriety” iz 1988. godine koji je objavila na svom debi albumu Ancient Heart kada joj bilo 19 godina. Poznata je po snažnom glasu i pomalo nejasnim tekstovima.

## Privatni život
Majka joj je malezijskog porekla, a otac, britanski oficir, Indo-Fiđijac. Spot za pesmu snimljen je u crno-beloj tehnici u ruralnim, siromašnim predelima Južne Amerike. Njen brat Ramon Tikaram je poznati glumac. Pored pevanja, takođe svira akustičnu gitaru i klavir. U vezi je sa Natašom HOrn od 2012. godine.

## Trivija
Sempl iz pesme „Twist in my sobriety” korišćen je u popularnoj reklami za Jelen pivo.

## Spoljašnje veze
- Zvanični veb-sajt
- Tanita Tikaram na sajtu  (jezik: engleski)